# Ciorogârla
Ciorogârla is een gemeente in het Roemeense district Ilfov en ligt in de regio Muntenië in het zuidoosten van Roemenië. De gemeente telt 4471 inwoners (2005).

## Geografie
De oppervlakte van Ciorogârla bedraagt 37 km², de bevolkingsdichtheid is 121 inwoners per km².
De gemeente bestaat uit de volgende dorpen: Ciorogârla, Dârvari.

## Politiek
De burgemeester van Ciorogârla is Victor Niculae (PD).